# Syllepte torsipex
Syllepte torsipex is een vlinder uit de familie van de grasmotten (Crambidae). De wetenschappelijke naam van deze soort is voor het eerst voorgesteld door George Francis Hampson in een publicatie uit 1899.
De soort komt voor in Sierra Leone, Ivoorkust, Congo-Kinshasa en Zambia.